# لن آشست
لن آشست (انگلیسی: Len Ashurst؛ (زادهٔ ۱۰ مارس ۱۹۳۹ – درگذشتهٔ ۲۵ سپتامبر ۲۰۲۱) مربی فوتبال اهل بریتانیا بود.
از باشگاه‌هایی که در آن بازی کرد می‌توان به باشگاه فوتبال هارتل پول یونایتد و باشگاه فوتبال ساندرلند اشاره کرد.
وی همچنین در تیم ملی فوتبال جوانان  زیر ۲۱سال انگلستان بازی کرده بود.

## مرگ
آشست در ۲۵ سپتامبر ۲۰۲۱ درسن ۸۲ سالگی درگذشت.